# Tretinoin
Tretinoin je kiselinska forma vitamina A. On je poznat kao sve-trans retinoinska kiselina ili ATRA. Tretinoin je lek koji se koristi za tretiranje  i keratosis pilaris. On je dostupan u obliku krema ili gela (Aberela, Airol, Renova, Atralin, Retin-A, Avita, Retacnyl, Refissa, or Stieva-A). On se takođe koristi za treatiranje akutna promijelocitne leukemije (APL), i u prodaji je za tu indikaciju pod imenom Vesanoid. On je dostupan kao generički lek.

## Proizvodnja
Jedan od mogućih sintetičkih puteva je:

## Spoljašnje veze
- „Prescription Medications for Treating Acne”. American Academy of Dermatology. Архивирано из оригинала 20. 06. 2012. г. Приступљено 24. 11. 2012.
- [http://www.retinamicro.com/sites/default/files/RetinAMicro.pdf
- [http://www.ncbi.nlm.nih.gov/pubmedhealth/PMH0000458/
- [http://www.drugs.com/pro/tretinoin.html

|  | Molimo Vas, obratite pažnju na važno upozorenje u vezi sa temama iz oblasti medicine (zdravlja). |